# Egri Lajos (agrármérnök)
Egri Lajos (Kövend, 1920. augusztus 2. – 1996. december 10. (k. n.)) magyar agrármérnök, mezőgazdasági szakíró, egyetemi docens, Egri László apja.

## Életútja
A kolozsvári unitárius kollégiumban érettségizett, a Bolyai Tudományegyetem természetrajzi karán 1947-ben végzett, majd 1954-ben ugyancsak Kolozsvárott gazdamérnöki oklevelet szerzett. 1949-től a Dr. P. Groza Mezőgazdasági Intézet előadótanára (docense). Botanikusként indult, továbbá egyetemi jegyzetei jelentek meg a halgazdálkodás és a kisállattenyésztés tárgyköréből román nyelven. Munkája: Gyakoribb mérgező növények (1965).